# Oplopomus
Oplopomus  é um género de peixe da família Gobiidae e da ordem Perciformes.

## Espécies
- Oplopomus caninoides (Bleeker, 1852]])[3][4]
- Oplopomus oplopomus (Valenciennes, 1837]])[5][6][7][8][9][10][11][12]